# Bena-Dibele flygplats
Bena-Dibele flygplats är en stängd flygplats vid orten Bena-Dibele i Kongo-Kinshasa. Den ligger i provinsen Sankuru, i den centrala delen av landet, 800 km öster om huvudstaden Kinshasa. Bena-Dibele flygplats ligger 530 meter över havet. ICAO-koden är FZVO.